# Nederduitse Gereformeerde Kerk (Durbanville)
De Nederduitse Gereformeerde Kerk van Durbanville is een kerkgebouw van de Nederduitse Gereformeerde Kerk in Durbanville, Zuid-Afrika, gebouwd in 1825 in Kaap-Hollandse stijl. Het dorp heette toen nog Pompoenkraal. Nabij de kerk is een losse klokkentoren gebouwd met daarin vanaf buiten zichtbaar een klok. In 1891 is de kerk vergroot. In 1957 is het gebouw gerestaureerd en opnieuw ingewijd. De gemeente van Durbanville is vooral in de 20e eeuw snel gegroeid.

## Predikanten
- Johannes Jacobus Beck, 1834-1886
- Daniel Bosman, 1904-1928
- Petrus Jacobus van der Merwe, 1926-1941
- Stephanus Salomon Weyers, 1942-1948
- Hendrik Vrede van Huyssteen, 1942-1944
- Josua Joubert de Villiers, 1944-1967
- Elias Jacobus Matthee, 1948-1956
- Johannes Mattheus Delport, 1963-1969
- Fredrick Johannes Conradie, 1969-1973